# Chantiers de l'Atlantique
Chantiers de l'Atlantique, je francoska ladjedelnica, ki se nahaja v Saint-Nazaire. Je ena izmed največjih ladjedelnic na svetu. Supetrankerji Batillus so bil največje ladje kdajkoli zgrajene pog GT tonaži, sicer niso bile največje po nosilnosti, so pa bile zelo blizu. Ladjedelnica je tudi zgradila največjo oceansko linijsko ladjo RMS Queen Mary 2 - QM2. Suhi dok C je en izmed največjih na svetu, s kapaciteto gradnje ladij do 1000 000 ton.
Leta 1955 sta se Ateliers et Chantiers de la Loire in Chantiers de Penhoët v "Chantiers de l'Atlantique". 
Ladjedelnica je bil v lasti Alstoma od leta 1984, leta 2006 je postala del Aker Yards - le-ta je pozneje postal del STX Europe. STX ima 66,6% delež, 33,34% pa je v lasti francoske države.

## Ladje
Nekatere ladje zgrajene v ladjedelnic Chantiers de l'Atlantique :
- SS Normandie, vstopila v uporabo leta 1935 in je bil do prihoda Cunardove Queen Elizabeth največja  potniška ladja na svetu
- Belle Abeto, zgrajena leta 1951
- SS France , splovljena leta 1961, najdaljša potniška ladja med leti 1961 - 2004, kasneje postala SS Norway
- SS Shalom
- MS Renaissance, francoska potniška križarka
- Batillus (razred supertankerjev), 4 ladje, ene izmed največjih ladij kdajkoli zgrajeni
- MV Gastor  in MV Nestor:  dva LNG tankerja, zgrajena med leti 1976-1977
- MS Thomson Spirit, takrat MS Nieuw Amsterdam je bila zgrajena leta 1983 za Holland America Line
- MV Bretagne, trajekt, splovljen leta 1989.
- MS Sovereign of the Seas zgrajena za družbo Royal Caribbean International, največja potniška križarka med leti 1988 - 1990, poleg nje so zgradili še dve sestrski ladji MS Monarch of the Seas in MS Majesty of the Seas.
- MS Dreamward vstopila v uporabo leta 1992
- MS Windward vstopila v uporabo leta 1993
- MS Paul Gauguin
- Grand Mistral vstopila v uporabo leta 1999
- Ocean Princess, prej Tahitian Princess, je bila splovljena leta 1999, Pacific Princess je njena sestrska ladja
- GTS Millennium zgrajena leta 2000 za družbo Celebrity Cruises
- MV Adonia , prej Royal Princess, je bila splovljena leta 2001
- Seven Seas Mariner splavljena leta 2001 za družbo Regent Seven Seas Cruises (prejRadisson Seven Seas Cruises). Je prva potniška križarka s povsem "balkonsko" konfiguracijo
- Coral Princess, splovljena leta 2002 za Princess Cruises
- MS Island Princess   splovljena leta 2003 za Princess Cruises, sestrska ladja od Coral Princess.
- Crystal Serenity vstopila v uporabo leta 2003
- Queen Mary 2, splovljena leta 2003, je nadjaljša, najširša in največja oceanska linijska ladja
- Norwegian Cruise Line Norwegian Epic, zgrajena leta 2010, trenutno druga največčja potniška križaraka, za Oasis of the seas
- Royal Caribbean International , Oasis 3 & 4
- Celebrity Cruises , Projekt EDGE